# Giuseppe Bertolucci
Pour les articles homonymes, voir Bertolucci.
Giuseppe Bertolucci, né à Parme le 25 février 1947, et mort le 16 juin 2012 à Diso, est un réalisateur italien.

## Biographie
Giuseppe Bertolucci est le fils du poète Attilio et le frère de Bernardo. Il prit en charge l'actrice italienne Sabina Guzzanti et Roberto Benigni.
Fils du poète Attilio et frère cadet du célèbre réalisateur Bernardo, il fait ses premiers pas dans le monde du cinéma en tant qu'assistant de son frère dans le film La Stratégie de l'araignée (1970) pour passer l'année suivante lui-même derrière la caméra avec le moyen-métrage documentaire I poveri muoiono prima, suivi du téléfilm Andare e venire (1972). En 1975, avec son frère Bernardo et Franco Arcalli, il écrit le scénario de 1900. La même année, il écrit pour Roberto Benigni le monologue théâtral Cioni Mario di Gaspare fu Giulia, dont est adapté le film Berlinguer ti voglio bene en 1977. Il a travaillé sur les scénarios de La luna de Bernardo Bertolucci, Tu me troubles de Benigni et Non ci resta che piangere de Benigni et Massimo Troisi.
En 1980, le parti communiste italien, dont il était un sympathisant, l'a chargé de mener une enquête interne : le résultat fut le documentaire Panni sporchi (it). En 1984, il tourne Segreti segreti, avec une large distribution féminine ; en 1988, il dirige Diego Abatantuono, Paolo Rossi et Laura Betti dans I cammelli. En 1994, il tourne Troppo sole (it), avec Sabina Guzzanti. Ses deux derniers films sont Le Doux Bruit de la vie (1999), et L'Amour probablement en 2001. Pendant de nombreuses années, il a été président de la Cinémathèque de Bologne. En 2001, il a mis en scène La traviata de Giuseppe Verdi au Teatro Regio de Parme, qui a été filmé par la RAI.
Giuseppe Bertolucci, qui a longtemps parcouru les Pouilles, a acheté une maison dans le centre historique de Diso, dans le Salento, où il a fini par s'installer. Malade depuis 2010, en raison de problèmes respiratoires, il a été transporté à l'hôpital voisin de Tricase (Lecce) où il est décédé le 16 juin 2012 à l'âge de 65 ans. La chambre funéraire a été aménagée par l'administration municipale de Diso dans l'ancien couvent des Capucins, en présence du frère du réalisateur, de Bernardo, et de Roberto Benigni, son grand ami.

## Filmographie

### Comme réalisateur
- 1977 : Berlinguer ti voglio bene avec Roberto Benigni
- 1980 : Une femme italienne (Oggetti smarriti)
- 1980 : Panni sporchi (it)
- 1983 : Tuttobenigni
- 1984 : L'addio a Enrico Berlinguer (documentaire collectif)
- 1985 : Segreti segreti
- 1987 : Strana la vita (it)
- 1988 : I cammelli
- 1989 : Amori in corso (it)
- 1990 : Dodici registi per dodici città, segment Bologne
- 1991 : Le Dimanche de préférence (La domenica specialmente)
- 1994 : Troppo sole (it)
- 1999 : Le Doux Bruit de la vie (Il dolce rumore della vita)
- 2001 : L'Amour probablement (L'amore probabilmente)
- 2006 : Pasolini prossimo nostro (documentaire)

### Comme scénariste
- 1976 : 1900 (Novecento), de Bernardo Bertolucci
- 1979 : La Luna, de Bernardo Bertolucci
- 1980 : Une femme italienne (Oggetti smarriti)
- 1983 : Tu me troubles (Tu mi turbi) de Roberto Benigni
- 1984 : Non ci resta che piangere de Roberto Benigni et Massimo Troisi
- 1999 : Le Doux Bruit de la vie (Il dolce rumore della vita)
- 2001 : L'Amour probablement (L'amore probabilmente)

## Publications
- Cose da dire, 2011